# 丘洛維奇
49°39′40″N 23°44′10″E / 49.66111°N 23.73611°E
丘洛維奇（烏克蘭語：Чуловичі），是烏克蘭的村落，隸屬利沃夫州利維夫區，面積9.26平方公里，海拔高度273米，2001年人口326，人口密度每平方公里35.2人。